# Agostino Bassi
Agostino Maria Bassi (25. září 1773 Mairago – 8. února 1856 Lodi) byl italský entomolog a botanik.

## Život
Pocházel z rodiny statkáře, na otcovo přání vystudoval práva na Univerzitě v Pavii a pracoval ve státní správě. Zúčastnil se shromáždění v Lyonu v roce 1802, na němž byla přijata ústava Italské republiky. Pak žil na rodinném statku, kde se věnoval vinařství a chovu ovcí. Závěr jeho života byl poznamenán oční chorobou.

## Objevy
Od mládí více než k právu inklinoval k přírodním vědám a navštěvoval přednášky Lazzara Spallanzaniho a Antonia Scarpy. V roce 1835 zjistil, že masové hynutí bource morušového způsobuje houba Beauveria bassiana, tento jeho objev dále rozpracovali Giuseppe Gabriel Balsamo-Crivelli a Victor Audouin. V knize Del contagio in generale Bassi dříve než Louis Pasteur i Joseph Lister publikoval domněnku, že choroby jsou způsobovány mikroskopickými patogeny. Napsal také odborná pojednání o výrobě sýra a pěstování brambor, věnoval se hledání léku na choleru. Roku 1840 mu byl za zásluhy o hedvábnictví udělen francouzský Řád čestné legie. Jeho botanická zkratka je A.Bassi.